# Claire Rushbrook
Claire Rushbrook (* 1970 in Hertfordshire, England) ist eine britische Schauspielerin.

## Leben und Leistungen
Rushbrook studierte Schauspielkunst auf dem Rose Bruford College. Sie debütierte in einer Folge der Fernsehserie Casualty aus dem Jahr 1994. Im Filmdrama Lügen und Geheimnisse (1996) von Mike Leigh spielte sie neben Timothy Spall und Brenda Blethyn eine der größeren Rollen. Im Kurzfilm Crocodile Snap (1997) von Joe Wright spielte sie eine Frau, die ihren gewalttätigen Ehemann zu verlassen versucht. Der Film wurde im Jahr 1998 als Bester Kurzfilm für den BAFTA Award nominiert. Im Filmdrama Under the Skin (1997) spielten Rushbrook und Samantha Morton zwei Schwestern, die unter dem Tod derer Mutter (Rita Tushingham) leiden.

## Filmografie (Auswahl)
- 1994: Casualty (Fernsehserie, 1 Folge)
- 1996: Lügen und Geheimnisse (Secrets & Lies)
- 1997: Spiceworld – Der Film (Spice World)
- 1997: Under the Skin
- 1997: Crocodile Snap (Kurzfilm)
- 1999: Coronation Street (Fernsehserie, 2 Folgen)
- 1999: Plunkett & Macleane – Gegen Tod und Teufel (Plunkett & Macleane)
- 1999: Spaced (Fernsehserie, 1 Folge)
- 2000: Shiner
- 2001–2002: Linda Green (Fernsehserie, 10 Folgen)
- 2002: Doctor Sleep
- 2003: A Changed Man (Kurzfilm)
- 2006: Doctor Who (Fernsehserie, 2 Folgen)
- 2007: George Gently – Der Unbestechliche (Inspector George Gently, Fernsehserie, 1 Folge)
- 2007: I Am Bob (Kurzfilm)
- 2008: Ashes to Ashes – Zurück in die 80er (Ashes to Ashes, Fernsehserie, 1 Folge)
- 2009: New Tricks – Die Krimispezialisten (New Tricks, Fernsehserie, 1 Folge)
- 2009–2012: Whitechapel (Fernsehserie, 17 Folgen)
- 2010: Agatha Christie’s Marple: Fernsehserie, Staffel 5, Folge 3: Die blaue Geranie (The Blue Geranium)
- 2011: Große Erwartungen (Great Expectations, Fernseh-Dreiteiler)
- 2011: The Fades (Fernsehserie, 6 Folgen)
- 2013: My Mad Fat Diary (Fernsehserie, 16 Folgen)
- 2017: Death in Paradise (Fernsehserie, 1 Folge)
- 2017: Genius (Fernsehserie, 4 Folgen)
- 2018: No Offence (Fernsehserie, 6 Folgen)
- 2018: Requiem (Fernsehserie, 6 Folgen)
- 2018: The Split – Beziehungsstatus ungeklärt (The Split, Fernsehserie, 1 Folge)
- 2019: Spider-Man: Far From Home
- 2020: Ammonite
- 2020: Enola Holmes
- 2021: Ali & Ava
- 2023: Die unwahrscheinliche Pilgerreise des Harold Fry (The Unlikely Pilgrimage of Harold Fry)

## Auszeichnungen
British Independent Film Award
- 2021: Nominierung als Beste Hauptdarstellerin (Ali & Ava)